# Bezborod´kowe
Bezborod´kowe (ukr. Безбородькове) – wieś na Ukrainie, w obwodzie dniepropetrowskim, w rejonie dnieprzańskim, w hromadzie Sołone. W 2001 liczyła 419 mieszkańców.